# Tomaševec (Sveti Ivan Zelina)
Tomaševec is een plaats in de gemeente Sveti Ivan Zelina in de Kroatische provincie Zagreb. De plaats telt 208 inwoners (2001).